# Thanatophilus dispar
Thanatophilus dispar es una especie de escarabajo carroñero del género Thanatophilus, categorizada en la tribu Silphini, de la subfamilia Silphinae. Fue descrita por Herbst en 1793.

## Distribución
Se distribuye por Europa: Austria, Chequia, Finlandia, Alemania, Groenlandia, Italia, Noruega, Polonia, Rusia, Eslovaquia y Suecia.